# Michael Kretschmer
Michael Kretschmer (Görlitz, 7 mei 1975) is een Duitse politicus van de Christlich Demokratische Union Deutschlands (CDU). Sinds 13 december 2017 is hij minister-president van de Duitse deelstaat Saksen (Duits: Freistaat Sachsen).

## Biografie
Michael Kretschmer werd geboren in Görlitz in de toenmalige DDR. Na het voortgezet onderwijs volgde hij een opleiding tot elektrotechnicus en aansluitend een studie aan de Technische Universiteit van Dresden. Hij studeerde in 2002 af in industriële techniek.
In zijn tienerjaren werd Kretschmer lid van de Junge Union, de jongerenorganisatie van de christendemocratische CDU. Aanvankelijk was hij voor deze partij vooral op lokaal niveau actief: zo maakte hij deel uit van de gemeenteraad van zijn geboortestad Görlitz (1994–1999) en was hij lid van het CDU-bestuur in de Landkreis Görlitz. In 2002 stapte Kretschmer over naar de landelijke politiek, nadat hij bij de federale verkiezingen van dat jaar verkozen werd in de Bondsdag. Als parlementslid werd hij vervolgens nog driemaal herkozen (in 2005, 2009 en 2013), maar bij de  verkiezingen van 2017 verloor hij zijn zetel aan Tino Chrupalla van de rechts-radicale AfD.

### Minister-president van Saksen
Kort na zijn vertrek uit Berlijn, in december 2017, werd Kretschmer benoemd tot voorzitter van de CDU in zijn thuisstaat Saksen en tevens tot minister-president van deze deelstaat. In beide functies loste hij zijn partijgenoot Stanislaw Tillich af, die voortijdig opstapte vanwege slechte verkiezingsresultaten. Kretschmer was al sinds 2004 secretaris-generaal van de Saksische CDU en werd mede daarom gezien als een logische opvolger van Tillich. Het kabinet-Kretschmer I, een grote coalitie van CDU en SPD, trad op 13 december 2017 aan.
Bij de Landdagverkiezingen van september 2019 trad Kretschmer voor het eerst aan als Spitzenkandidat. Onder zijn leiding werden de christendemocraten wederom de grootste partij van Saksen. Zijn tweede kabinet trad aan op 20 december 2019 en bestond naast de CDU ook uit de SPD en Bündnis 90/Die Grünen (een zogeheten Kenia-coalitie). Eind 2021 verijdelde de Duitse politie een moord op Kretschmer, die voorbereid werd door tegenstanders van zijn beleid inzake de coronapandemie.
Kretschmer werd in 2022 benoemd tot een van de vicevoorzitters van de CDU op federaal niveau. Twee jaar later, in september 2024, leidde hij zijn partij opnieuw tijdens de Landdagverkiezingen in Saksen. De CDU leed hierbij een klein verlies en slaagde er nog maar net in de AfD voor te blijven. De hieropvolgende regeringsonderhandelingen verliepen stroef: de zittende coalitie had geen meerderheid meer en een samenwerking met de AfD werd door de CDU en alle andere partijen uitgesloten. Pogingen een kabinet te vormen met de SPD en de Bündnis Sahra Wagenknecht (BSW) liepen op niets uit, mede omdat een samenwerking met die laatste partij bij de christendemocraten gevoelig lag. Hoewel Kretschmer meermaals had aangegeven niet in een minderheidsregering te willen regeren, kwam die er toch: CDU en SPD, die samen 51 van de 120 zetels in de Landdag bezitten, sloten uiteindelijk een akkoord. Op 18 december 2024 werd Kretschmer door de Landdag herkozen als minister-president. Daar waren echter wel twee stemrondes voor nodig.

### Persoonlijk
Kretschmer is getrouwd met de journaliste Annett Hofmann, met wie hij twee zonen kreeg. Hij is lid van de Evangelisch-Lutherse Kerk.